# Zagórze (gmina Nagłowice)
Zagórze – wieś w Polsce położona w województwie świętokrzyskim, w powiecie jędrzejowskim, w gminie Nagłowice.
| SIMC    | Nazwa   | Rodzaj    |
| ------- | ------- | --------- |
| 0255119 | Doły    | część wsi |
| 0255125 | Kierzki | kolonia   |

W latach 1975–1998 miejscowość należała administracyjnie do województwa kieleckiego.

## Historia
W r. 1889 folwark Zagórze należał do Warzyna mając w ogólnej przestrzeni 918 mórg  w tym: 822 mórg gruntu ornego, 55 mórg łąk, 15 mórg lasu.  
Były nawet pokłady torfu, tartak i młyn wodny. Osad było wówczas 51, domów - 44, mieszkańców 244. Informacja o tym w opisie Warzyna w Słowniku Geograficznym

## Lądowisko
Pod koniec II wojny światowej pomiędzy Zagórzem a Warzynem Drugim znajdowało się niemieckie lotnisko polowe, o nawierzchni częściowo utwardzanej kamieniem wapiennym pochodzącym z pobliskich odkrywek. Po zakończeniu działań resztki lotniska zostały rozebrane przez miejscową ludność. Obecnie jedynym śladem są pozostałości po odkrywkach kamienia wapiennego.